# Скалистый Голец
Скали́стый Голе́ц — горная вершина в Каларском районе Забайкальского края России, высочайшая точка Каларского хребта (2519 м). Расположена в истоках реки Калар.